# Syncretocarpus
Syncretocarpus là một chi thực vật có hoa trong họ Cúc (Asteraceae).

## Loài
Chi Syncretocarpus gồm các loài: